# ایندوپانولول
ایندوپانولول (انگلیسی: Indopanolol) یک بتا بلاکر است.